# Курас Іван Федорович
Іван Федорович Курас (3 жовтня 1939, Немирівське — 16 жовтня 2005, Київ) — український вчений-політолог, громадський та політичний діяч, академік (з 14 квітня 1995 року) та віцепрезидент НАН України, засновник Інституту політичних і етнонаціональних досліджень НАН України. Член КПРС, член фракції Партії регіонів у Верховній Раді.

## Біографія
Народився 3 жовтня 1939 року в селі Немирівському Балтського району Одеської області. Навчався в Немирівській семирічній і Перелетській середній школах, потім на історичному факультеті Одеського державного університету імені І. І. Мечнікова, який закінчив з відзнакою у 1962 році.
Після університету працював науковим співробітником Кіровоградського партархіву, водночас викладаючи у Кіровоградському філіалі Харківського політехнічного інституту. У 1964 році поступив до аспірантури Київського державного університету, підготував і захистив кандидатську дисертацію з проблем національно-визвольного руху в Україні початку XX століття. До 1970 року викладав в Київському університеті.
У 1970–1972 роках — старший науковий співробітник, учений секретар Інституту історії партії при ЦК Компартії України — філіалу Інституту марксизму-ленінізму при ЦК КПРС, у 1972–1983 роках — інструктор, консультант, завідувач сектора відділу науки і навчальних закладів ЦК КПУ, у 1983–1991 роках — заступник директора Інституту політичних досліджень при ЦК КПУ. З грудня 1991 року — директор Інституту національних відносин і політології НАН України (з 1996 — Інститут політичних і етнонаціональних досліджень НАН України).
1988–1993 роках — академік-секретар Відділення історії, філософії і права НАН України, член Президії НАН України. У 1998–2005 роках — віцепрезидент НАН України. У 1994–1997 роках — віцепрем'єр-міністр України з питань гуманітарної політики. У 1994–1996 роках був членом Конституційної комісії від Президента України. Очолював державні комісії у справах депортованих народів Криму; у справах депортованих німців; у справах неповнолітніх; з питань координації, приймання, транспортування, охорони та розподілу гуманітарної допомоги, що надходить із зарубіжних країн, при КМ України; реформування вищої освіти в Україні; реорганізації в галузі науки. У 1994–2002 роках — член Комісії з державних нагород при Президентові України. В 1997 році був головою Ради з питань мовної політики при Президентові України, в 1997–1998 роках — Ради з питань збереження національної культурної спадщини. З жовтня 2000 року, за постановою Уряду, голова наглядової ради Національної акціонерної компанії «Надра України», з 2003 року — голова наглядової ради Київського національного медичного університету, секретар Політичної ради при Президентові України.
З квітня 2002 по березень 2005 — Народний депутат України 4-го скликання, обраний за списками Виборчого блоку політичних партій «За єдину Україну!». З 20 квітня 2002 по 18 січня 2005 року — у фракції Партії Регіонів. Очолював підкомітет міжпарламентських зв'язків Комітету ВР України в закордонних справах. Очолював робочу групу з розроблення Концепції реформування політичної системи України.

Могила Івана Кураса

Жив в Києві. Помер 16 жовтня 2005 року. Похований в Києві на Байковому кладовищі (ділянка № 52а).

## Наукові досягнення
Важливою подією став вихід у 1990 р. науково-документального видання "Голод 1932-1933 років на Україні: очима істориків, мовою документів". Цей збірник статей і документів був першим виданням, яке містило документи найвищий партійно-державних інстанцій і засвідчувало їхню незаперечну причетність до інфернальних подій 1930-х років. 
Ще задовго до розпаду СРСР І.Ф. Курас порушував перед керівництвом УРСР питання про необхідність дослідження національних відносин. Він ініціював створення в Інституті історії партії сектора історії, теорії і практики міжнаціональних відносин і послідовно створював відповідну наукову школу. У грудні 1991 року було створено Інститут національних відносин і політології НАН України, його директором став І.Ф. Курас. Під керівництвом Кураса інститут досягнув серйозних здобутків у теоретико-методологічному обґрунтуванні нового напряму соціогуманітарних наук – етнополітології, розробці об'єктно-предметної зони політології та етнополітології і вдосконаленні понятійно-категоріального апарату цих наук, осмисленні діалектики взаємодії етнічних та політичних, етнічних і регіональних факторів. Досліджувались етнонаціональна специфіка, характер та особливості політичного процесу і політичної культури в минулому і сучасному України, релігійна ситуація і взаємовідносини різних конфесій. 

## Відзнаки
Заслужений діяч науки і техніки України (з 1998 року), лауреат Державної премії України в галузі науки і техніки (за 1999 рік).
Нагороджений орденом Дружби народів, орденом «Великий хрест» (1997; Італія), орденом князя Гедимінаса 4-го ступеня (1998; Литва), орденом князя Ярослава Мудрого 5-го (1999) та 4-го (2003) ступенів.

## Вшанування пам'яті
У 2005 році Інституту політичних і етнонаціональних досліджень НАН України рішенням Президії НАН України присвоєно ім'я І. Ф. Кураса. 
20 грудня 2016 р. відбулася церемонія відкриття меморіальної дошки на фасаді будинку Інституту політичних і етнонаціональних досліджень ім. І. Ф. Кураса НАН України (м. Київ, вул. Генерала Алмазова, 8) першому директору Інституту, академіку, віцепрезидентові НАН України Іванові Федоровичу Курасу.